# Mia Hagman

Mia Hagman en 1881

Mia Hagman (6 de febrero de 1863 - 9 de septiembre de 1940) fue una actriz de nacionalidad sueca, casada con el también actor Justus Hagman, y madre del también actor Paul Hagman.

## Biografía
Su verdadero nombre era Maria Sofia Andersson, y nació en Estocolmo, Suecia. Hagman fue actriz teatral, trabajando para el Svenska teatern de Estocolmo entre 1881 y 1887, y para el Vasateatern entre 1887 y 1889. Volvió a actuar en el Svenska teatern desde 1889 a 1890. Fue actriz del Djurgårdsteatern y del Vasateatern entre 1890 y 1897, y del Södra teatern a partir de 1897. Entre sus papeles figuran los de Mamsell Ettermygg en Hoffmanns sagor, Serpolette en Cornevilles klockor, Orestes en La bella Helena, Jungfru Ludvigsen en Ett silfverbröllop y Sanna en Per Olsson o. lians käring.
Hagman actuó en tres películas mudas. Debutó en 1913 con el film de Victor Sjöström Löjen och tårar, con el papel de Augusta. En 1919 actuó en la cinta Hemsöborna, con un papel menor, y en 1923 fue Anna en Friaren från landsvägen.
Mia Hagman falleció en la residencia de actores Höstsol, en la provincia de Estocolmo, en el año 1940.

## Filmografía
- 1913 : Löjen och tårar
- 1919 : Hemsöborna
- 1923 : Friaren från landsvägen

## Teatro (selección)
- 1899 : Rocamboles arvingar, de Charles Varin, Södra Teatern[4]
- 1906 : Tant Cramers testamente, de Edgar Höijer, Vasateatern[5]
- 1906 : Svärmor, de Léon Gandillot, Vasateatern[6]
- 1907 : Telefonhemligheter, de Herman Hanslleiter y Max Reiman, Djurgårdsteatern[7]
- 1907 : Herculespillerna, de Maurice Hennequin, Vasateatern[8]
- 1908 : Det nya huset, de Thore Blanche, Vasateatern[9]
- 1908 : Har ni något att förtulla?, de Maurice Hennequin, Vasateatern[10]
- 1909 : Arsène Lupin, de Francis de Croisset y Maurice Leblanc, dirección de Knut Nyblom, Teatro Oscar[11]
- 1910 : Sendraget, de Maurice Hennequin, dirección de Knut Nyblom, Vasateatern[12]
- 1910 : Penelope, de W. Somerset Maugham, dirección de Albert Ranft y Knut Nyblom, Vasateatern[13]
- 1910 : Löjtnanten som förmyndare, de Leo Walter Stein, dirección de Knut Nyblom, Vasateatern[14]
- 1911 : Spökhotellet, de Georges Feydeau y Maurice Desvalliéres, dirección de Albert Ranft, Teatro Oscar[15]
- 1911 : Coralie och Co, de Maurice Hennequin y Albin Valabrègue, dirección de Knut Nyblom, Vasateatern[16]
- 1911 : Nattlampan, de Miguel Zamocois, Vasateatern[17]
- 1911 : 1.000.000, de Georges Berr y Marcel Guillemand, dirección de Knut Nyblom, Vasateatern[18]
- 1912 : Leda och svanen, de Algot Sandberg, dirección de Knut Nyblom, Vasateatern[19]
- 1912 : 4711, de Algot Sandberg, dirección de Knut Nyblom, Vasateatern[20][21]
- 1912 : Hur man vinner en man, de Rida Johnson-Young, Vasateatern[22]
- 1913 : Ett modernt äktenskap, de Raoul Auernheimer, dirección de Knut Nyblom, Vasateatern[23][24]
- 1913 : Borgmästarinnan, de Maurice Hennequin y Pierre Veber, dirección de Albert Ranft, Vasateatern[25]
- 1914 : Spanska flugan, de Franz Arnold y Ernst Bach, Vasateatern[26]
- 1914 : Kontanter, de James Montgomery, dirección de Knut Nyblom, Vasateatern[27]
- 1914 : Kompanjonen, de Adolph L'Arronge, dirección de Knut Nyblom, Vasateatern[28]
- 1915 : Nattfrämmande, de Fritz Friedmann-Frederich, Vasateatern[29]
- 1916 : Krigsäran, de Maurice Hennequin, dirección de Knut Nyblom, Vasateatern[30]
- 1916 : Lilla tuttenuttan, de Anthony L. Ellis, dirección de Knut Nyblom, Vasateatern[31]
- 1916 : Herkulespillerna, de Maurice Hennequin, Vasateatern[32]
- 1917 : Efter skilsmässan, de Algot Sandberg, dirección de Knut Nyblom, Vasateatern[33]
- 1917 : Diamanten, de Horace Hedges y Wigney Percyval, dirección de Knut Nyblom, Vasateatern[34]
- 1917 : Pultronen, de Lechmere Worrall y Harold Terry, dirección de Knut Nyblom, Vasateatern[35]
- 1917 : Lilla yrhättan, de H. M. Harwood, dirección de Knut Nyblom, Vasateatern[36]
- 1917 : Dollarmiljonen, de Anders Eje, dirección de Knut Nyblom, Vasateatern[37]
- 1917 : Victor Lundbergs barn, de Hans Sturm, dirección de Knut Nyblom, Vasateatern[38]
- 1917 : En piga bland pigor, de Ernst Fastbom, dirección de Ernst Fastbom, Vasateatern[39]
- 1918 : Äktenskapskarusellen, de Langdon Mitchell, Vasateatern[40]
- 1918 : Häxmästaren, de Georges Berr y Louis Verneuil, dirección de Knut Nyblom, Vasateatern[41]
- 1918 : Jag gifta mig – aldrig!, de Ernst Fastbom, dirección de Ernst Fastbom, Vasateatern[42]
- 1919 : Vi spekulera alla, de Jens Locher, dirección de Nils Johannisson, Vasateatern[43]